# Burg Elmlohe
Die Burg Elmlohe ist eine abgegangene spätmittelalterliche Niederungsburg der Herren von Elmlohe in der Ortschaft Elmlohe in der Stadt Geestland im niedersächsischen Landkreis Cuxhaven. Bei der Anlage handelt es sich um eine Niederungsburg, die im sumpfigen Gebiet lag und mit dem festen Land bzw. Geestland durch einen Damm verbunden war.

## Geschichte
Die Herren von Elmlohe sind ein um 1300 durch Werner I. begründeter Zweig der Herren von Bederkesa. Die Burg wurde indirekt erstmals 1308 erwähnt, als Werner zu Elmlohe urkundete. 1321 wurde sie ausdrücklich genannt, als derselbe anerkannte, dass das "hus to Elmelo, dat we gebuwet hebben", dem Herzog von Sachsen-Lauenburg gehöre und der Graf zu Hadeln einen Schlüssel der Burg erhalten solle und die Burgmannen der Burg bestimme. 1386 gelangte die Burg in kriegerischen Auseinandersetzungen an die Stadt Bremen, die sie als Lehen an ihre alten Besitzer zurückgab. Die zerstörte Burg wurde wieder aufgebaut. Vor 1473 starb die Familie mit Otto von Elmlohe aus. Neuer Besitzer wurde die Familie von der Lieth. Cord von der Lieth überwarf sich 1485 jedoch mit der Stadt Bremen, worauf diese mit Unterstützung des Landes Wursten die Burg Elmlohe belagerte, eroberte und zerstörte.

## Beschreibung
Die Anlage besteht aus einer Hauptburg und neun von Nord nach West vorgelagerten Kuppen, die als Gebäudepodeste angesprochen werden und zur Burg und/oder der Dammsiedlung gehörten. Ein fast 12 m breiter aufgeschütteter Damm führt nach Südosten durch das Tal. Die Hauptburg besteht aus einem künstlich aufgeschütteten, nahezu kreisrunden Hügel von 1,10 m Höhe und 51 bis 58 m Durchmesser. 1974 wurde seine Kuppe flach gefräst, dabei wurden Mauer- und Fußbodenreste beobachtet.